# ماريانو برادو
ماريانو برادو (بالإسبانية: Mariano Prado)‏ هو سياسي نيكاراغوي، ولد في 1776 في ليون، نيكاراغوا في نيكاراغوا، وتوفي في 1837 في أنتيغوا غواتيمالا في غواتيمالا.